# ゴットハルト・ハンドリック
カール・ヘルマン・ゴットハルト・ハンドリック（Karl Hermann Gotthard Handrick、1908年10月25日 - 1978年5月30日）は、ドイツの近代五種競技選手、軍人。スペイン内戦で5機、第二次世界大戦で10機を撃墜したドイツ空軍のエース・パイロットである。

## 経歴

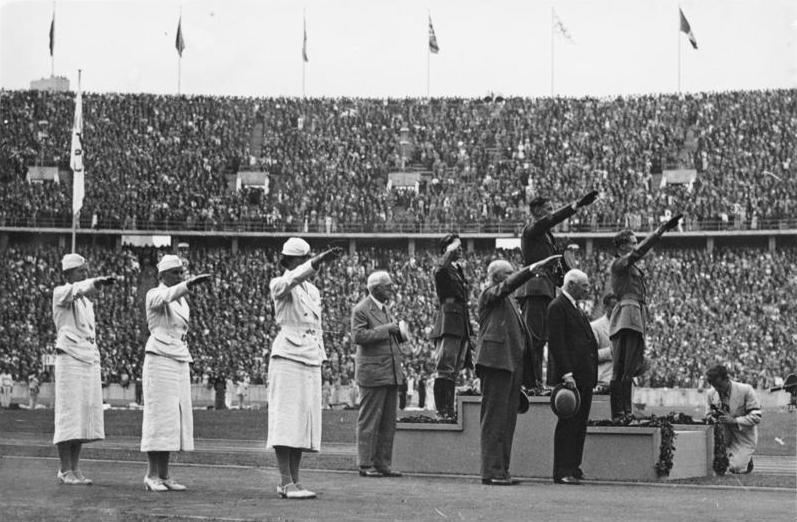
1936年のオリンピックのメダル授与式で、表彰台の真ん中に立ち敬礼するハンドリック

1908年10月25日、ザクセン王国のツィッタウで生まれる。1929年、アビトゥーア合格後、ヴァイマル共和国軍に入隊。高い運動能力を有していたハンドリックはベルリン近郊のヴュンスドルフのスポーツ学校に入学するように命じられた。1936年8月、ベルリンオリンピックに出場し、近代五種競技で金メダルを獲得した。これ以降、レナ・シェーネボルンが2008年の北京オリンピックで金メダルを獲得するまで、ドイツ人選手は近代五種競技でメダルを獲得できなかった。

### スペイン内戦
1937年7月18日、コンドル軍団の第88戦闘飛行隊の飛行隊長に任命された。ハンドリックはスペイン内戦中、プロペラにオリンピックマークが描かれたメッサーシュミット Bf109 Dに搭乗した。ハンドリックは5機（1937年9月9日のI-15、1938年5月18日のI-16を含む）を撃墜してエース・パイロットとなり、この戦功から剣付スペイン十字章金章を授与された。

### 第二次世界大戦
1938年に本国に帰還し、1939年5月1日に第26戦闘航空団第I飛行隊（I./JG 26）の飛行隊長、1940年6月24日にはJG 26の戦闘航空団司令となった。8月26日、メルゼブルク予備戦闘飛行隊の飛行隊長となり、アドルフ・ガーランド中佐が後任となった。10月7日、ブカレストのピペラに移転した第52戦闘航空団第III飛行隊（III./JG 52）の飛行隊長となり、クレタ島周辺で戦闘を支援した。10月14日、III./JG 52は第28戦闘航空団（JG 28）に改編され、ハンドリックは同航空団の戦闘航空団司令となった。1941年1月4日、JG 28はIII./JG 52に再編された。6月23日、ベルンハルト・ヴォルデンガ少佐に代わり、第77戦闘航空団（JG 77）の戦闘航空団司令となった。ハンドリックは東部戦線で、9月29日にMiG-3を、10月22日にPe-2を撃墜した。1942年5月、新たに設立された第5戦闘航空団（JG 5）の戦闘航空団司令に任命され、ゴードン・ゴロプ少佐が後任となった。1943年6月15日、オストマルク戦闘航空兵指導官となり、10月17日にドイツ十字章金章を受章した。1944年6月15日、オストマルク戦闘航空兵指導官は第8戦闘機師団に再編され、ハンドリックは戦争が終結するまで同師団の師団長を務めた。1945年初頭のボーデンプラッテ作戦には作戦参謀の一人として参加した。

### 戦後
ヴィッテンで実業家として働いた後、ハンブルクでダイムラー・ベンツの代理人として働いた。退職後、アーレンスブルクで暮らし、1978年5月30日にその地で亡くなった。

## 受勲
- 剣付スペイン十字章金章
- ドイツ十字章金章（1943年10月17日）[5]
- 鉄十字勲章1939年章
  - 2級
  - 1級

## 参照